# Teodoro (figlio di Seleuco)
Teodoro (in greco antico: Θεόδωρος?, Theódoros; fl. II secolo a.C.) è stato un militare e funzionario egizio, attivo sotto il regno di Tolomeo VIII Evergete.

## Biografia
Teodoro era figlio di Seleuco, governatore militare (στρατηγός, strategós) di Cipro dal 144 al 131 a.C. Già durante la strateghia di suo padre, Teodoro ricoprì degli incarichi militari sull'isola e nel 124/123 a.C. fu nominato lui stesso stratego, prendendo anche i titoli di navarco (ναύαρχος, naýarchos) e archiereo (ἀρχιερεύς, archiereýs).
Teodoro ebbe una moglie di nome Olimpiade e quattro figli, un maschio e tre femmine (i nomi di queste ultime erano Artemo, Teodoride e Policratea).